# 9485 Uluru
9485 Uluru è un asteroide della fascia principale. Scoperto nel 1960, presenta un'orbita caratterizzata da un semiasse maggiore pari a 2,616050 UA e da un'eccentricità di 0,184132, inclinata di 3,192817° rispetto all'eclittica. Ha un periodo di rotazione di 4,305 ore.
Uluru è il nome aborigeno del massiccio australiano di Ayers Rock, che è anche luogo religioso per le popolazioni indigene.